# L'abadia de Northanger
L'abadia de Northanger és una novel·la de Jane Austen publicada pòstumament el 1817, malgrat que havia estat escrita molt abans i refusada pels editors. L'obra original Northanger Abbey va ser traduïda al català el 2007 per Jordi Arbonès i Montull.

## Argument
Catherine és una jove que es debat entre dos pretendents: John Thorpe, germà de la seva futura cunyada i arrogant, i Henry Tilney, clergue gran coneixedor del món. Fascinada per la lectura de novel·les gòtiques, vol viure aventures i misteris, mentre el seu entorn només es preocupa de trobar-li un marit convenient per tal que n'hereti la fortuna. Finalment, l'amor guanya la partida i Henry i Catherine es casen, després que ella descobreixi decebuda la falsedat de la seva millor amiga.

## Temes
La protagonista principal viu entre dilemes constants de comportament. D'una banda intenta buscar en la vida real el gust de les novel·les, com li passa a Emma de Madame Bovary, però a diferència d'ella aprèn que la ficció no es reprodueix a la vida i aconsegueix trobar la felicitat sense recórrer a l'evasió literària. D'una altra banda els seus sentiments es posen a prova entre la lleialtat (cap a la seva amiga i el seu germà, que la impulsen cap a John) i l'amor (que l'apropen a Henry). Aquests dilemes mostren els problemes que patia una jove a l'època, per no poder decidir lliurement el seu destí i pel paper de les aparences i els diners. El matrimoni és el motor de gran part dels llibres d'aquella època.
Un tema fonamental és la lectura, ja que l'obra cita les obres més populars de l'època i defensa el rol de la literatura en l'educació dels joves, sempre que després sàpiguen separar l'entreteniment de la realitat (Catherine comet errors per la seva imaginació excessiva, veient crims on no hi ha cap misteri). Aquest tema serà recurrent al segle xviii i xix, amb l'extensió de la lectura i el predomini del públic femení (jutjat com a més vulnerable a la mala influència de les novel·les). De fet, la novel·la es pot llegir com una paròdia-homenatge a les novel·les gòtiques.
El romanticisme s'aprecia en el regust medieval de l'abadia, en el triomf final de l'amor malgrat les circumstàncies adverses i en l'ús de l'estil indirecte lliure per plasmar els sentiments i pensaments dels diferents personatges.

## Traduccions al català
- Traducció de Jordi Arbonès. Viena Edicions, Barcelona, 2023.